# ناعومي سيمز
ناعومي سيمز (بالإنجليزية: Naomi Sims)‏ هي سيدة أعمال وعارضة وكاتِبة أمريكية، ولدت في 30 مارس 1948 في أكسفورد في الولايات المتحدة، وتوفيت في 1 أغسطس 2009 في نيوآرك في الولايات المتحدة بسبب سرطان الثدي.

## وصلات خارجية
- الموقع الرسمي
- ناعومي سيمز على موقع الموسوعة البريطانية (الإنجليزية)
- ناعومي سيمز على موقع إن إن دي بي (الإنجليزية)